# 炉甘石洗剂
炉甘石洗剂（英語：Calamine lotion），或音譯作卡拉明洗劑，是一种用于治疗轻度瘙痒的药物，包括晒伤、昆虫叮咬、毒漆藤、毒橡树和其他轻度皮肤病。它还可能有助于干燥皮肤的刺激。它作为乳霜或乳液涂抹在皮肤上。
副作用可能包括皮肤刺激。它被认为在怀孕期间是安全的。炉甘石是氧化锌和0.5%氧化铁的混合。乳液是用苯酚和氢氧化钙等附加成分生产的。
炉甘石洗剂的使用可以追溯到公元前1500年。它在世界卫生组织基本药物标准清单中。炉甘石可作为非处方药购买。

## 医疗用途
炉甘石用于治疗瘙痒。包括晒伤、昆虫叮咬或其他轻微的皮肤状况。

### 效用
FDA 建议使用一些外用的非处方皮肤产品，例如炉甘石洗剂，以吸收由毒藤、毒橡树和毒漆树等有毒植物引起的皮肤病徵。为了缓解这些植物引起的疼痛或瘙痒，FDA文件建议使用冷水敷布和外用皮质类固醇。